# Reductie (muziek)
Reductie (letterlijk 'terugvoeren, vermindering') betekent in de muziek een bewerking voor een (beduidend) kleinere bezetting, vaak zelfs tot klavier-solo.

## Voor- en nadelen
Hoewel daarmee uiteraard een verlies aan coloratuur en complexiteit gepaard gaat, zijn er belangrijke pragmatische voordelen voor de componist (of andere arrangeur), diens muziekuitgever en de uitvoerder(s). 
Omdat er minder spelers (en eventueel instrumenten) vereist zijn, wordt een uitvoering goedkoper, zodat het stuk vaker gespeeld kan worden en van de partituur dus ook veel meer exemplaren kunnen worden verkocht door een ruimere afzetmarkt aan te boren. 
Genres die anders (zeker in de tijd voor de moderne, relatief goedkope massaproductie van opnames en massamedia) slechts een klein, 'elitair' publiek bereikten, zoals allerlei theatrale muziekvormen, kunnen daarmee ook worden ontsloten voor het brede melomane publiek, wat ook de bekendheid van de componist ten goede komt. Vandaar dat heel wat opera's werden 'bewerkt' tot pianoreductie, wat toegang gaf tot de meeste bourgeoishuiskamers en het muziekonderwijs.